# Benelux-memorandum
Het Benelux-memorandum is een voorstel dat de Benelux-landen op 20 mei 1955 presenteerden aan de overige lidstaten van de EGKS en waarin zij vergaande stappen bepleitten in het economisch integratieproces van Europa. Het memorandum stelde onder meer de oprichting van een economische gemeenschap en de inrichting van een gemeenschappelijke markt voor.
Het voorstel ging uit van de overtuiging dat ontwikkeling van gemeenschappelijke instellingen, de geleidelijke samensmelting van de nationale economieën, de vorming van een gemeenschappelijke markt en het geleidelijk uniformeren van sociaal beleid de basis moest zijn voor een verenigd Europa. In lijn met eerdere overeenkomsten binnen de EGKS moest de voorgestelde economische gemeenschap gebaseerd worden op een sectorale aanpak voor transport en energie, in het bijzonder kernenergie.
Het memorandum kwam tot stand op initiatief van Johan Willem Beyen, de Nederlandse minister voor Buitenlandse Zaken op dat moment.